# 反曲马先蒿
反曲马先蒿（学名：Pedicularis recurva）为列当科马先蒿属的植物，是中国的特有植物。分布在中国大陆的甘肃、四川等地，生长于海拔3,350米的地区，一般生长在岩壁上，目前尚未由人工引种栽培。